# Г’оба, Уильям Веллингтон
Уильям Веллингтон Г’оба (коса William Wellington Gqoba) (август 1840—26 апреля 1888) — южноафриканский поэт, переводчик и журналист, происходил из народа коса. Один из крупнейших писателей коса XIX века. За свою относительно короткую жизнь был рабочим, служащим, учителем, публицистом, редактором газеты и пастором.
Г’оба родился в местечке Габа около Алис в Капской колонии (современная провинция Восточный Кейп). Его отцом был Г’оба из рода Ц’иха, а его дед, Пейи, был одним из близких сподвижников Нтсиканы — создавшего первую независимую от европейцев христианскую общину среди коса.
Г’оба посещал школу в мисси Тьюме, затем учился в семинарии в Лавдейле. С мая 1856 года он работал в Лавдейле рабочим по строительству фургонов, затем в том же качестве в Кинг-Уильямс-Тауне и в миссии Браунли. В 1858 году его назначили старейшиной христианской миссии Мгвали, организатором и руководителем которой был Тийо Сога — первый чернокожий миссионер Южной Африки.
С 1884 года и до самой своей смерти в 1888 году он был редактором газеты Исигидими самакоса (Вестник коса), в которой он также публиковал свои статьи по истории народа коса.
Однако наибольшую славу он заслужил как поэт, прежде всего благодаря двум большим поэмам («Спор христианина с язычником» и «Об образовании»). Его поэтический стиль во многом основывался на поэме Джона Баньяна Странствия пилигрима в переводе на язык исикоса Тийи Соги. В обоих поэмах Г’оба представлял сомнения и доводы, которые были на языках тех, кто его окружал. Г’оба высказывал много критических суждений о современной ему Южной Африке: упадок нравственности, плохое качество образования, несправедливое обращение белых с африканцами, низкая оплата труда африканцев и так далее. Но он ни в коем случае не отрицал значимость европейской цивилизации и христианства. Наоборот, он считал, что любые жертвы оправданы ради овладения ценностями цивилизации.
Г’оба умер в Лавдейле 26 апреля 1888 года.